# 利坎多斯军区
利坎多斯（希臘語：Λυκανδός）或利坎杜斯是拜占庭帝国于10至11世纪的一个军区。

## 历史
利坎多斯要塞位于今日土耳其西南的埃爾比斯坦地区，位于前托鲁斯山脉。903年，亚美尼亚人穆莱定居于此，建立起了一个自治政权。该地区具有重要的战略意义，正处于拜占庭与叙利亚及美索不达米亚穆斯林酋长国的边境地带，并扼守着一处穿越山脉进入拜占庭安那托利亞的重要通道。安德羅尼可·杜卡斯起兵反叛利奥六世失败，使得穆莱于905年被逐，后于908年被召回，利奥六世将此地升格为「利坎多斯要冲区」并批准了他的领导地位。其任务是重新整修化作废墟的城堡，并定居和驻扎在无人居住的地区。穆莱的努力很快取得成效，亚美尼亚人定居于此，据君士坦丁七世所称，此地已足以提供人马，且“牧场丰富”。之后，穆莱还将附近山区纳入控制之中。
阿拉伯的资料清楚表明这个新兴且不断扩张的省份对其构成了直接威胁，尤其是对附近的美利提尼酋长国。阿拉伯人曾在909年对此地发动了一次猛烈突袭，却只取得很少战果，占领了一些偏远地点。而在915年，穆莱的军队却深入到了阿拉伯的日耳曼尼西亚城。利坎多斯的重要性及其指挥官的成功得到了适时承认，次年，其被升格为一个正式军区。917年，利坎多斯的军队参与了对保加利亚的惨烈战争。
10世纪早期及中期，利坎多斯的军队在对穆斯林的战争中扮演了主要角色，尤其是在约翰·库尔库阿斯带领之下。后者将帝国疆域向东拓展到了幼发拉底河，以及亚美尼亚和叙利亚。军区的部队还参与了10世纪后期的内战。行政上，其经常与邻近的美利提尼以及萨曼多斯军区一同管辖。此地似乎未曾成为主教座。1071年的曼齐刻尔特战役之后，该地区落入塞尔柱突厥手中，但其仍出现在1108年阿历克塞一世对安条克的博希蒙德一世正式授权领土中。

### 脚注
1. 1 2 3 4 5 6  Foss 1991，第1258頁.
2. 1 2 3  Whittow 1996，第316頁.
3. ↑  Constantine Porphyrogennetos 1840，第33, 228頁.
4. ↑  Kazhdan & Cutler 1991，第1334頁.
5. ↑  Treadgold 1997，第474頁.
6. ↑  Whittow 1996，第316–317頁.
7. ↑  Treadgold 1997，第479–481頁.

### 书籍
- Constantine Porphyrogennetos. Niebuhr, Barthold Georg , 编. . E. Weber. 1840  [2019-03-01]. （原始内容存档于2019-09-13）.
- Foss, Clive. . 亚历山大·卡日丹  (编). . 牛津: 牛津大学出版社: 1258. 1991. ISBN 0-19-504652-8.
- Kazhdan, Alexander; Cutler, Antony. . 亚历山大·卡日丹  (编). . 牛津: 牛津大学出版社: 1334. 1991. ISBN 0-19-504652-8.
- Pertusi, A. . Rome: Biblioteca Apostolica Vaticana. 1952 （意大利语）.
- Treadgold, Warren. . Stanford: Stanford University Press. 1997  [2018-01-09]. ISBN 0-8047-2630-2. （原始内容存档于2014-07-26）.
- Whittow, Mark. . Berkeley and Los Angeles: University of California Press. 1996  [2019-03-01]. ISBN 0-520-20496-4. （原始内容存档于2019-08-18）.